# تربية خاصة

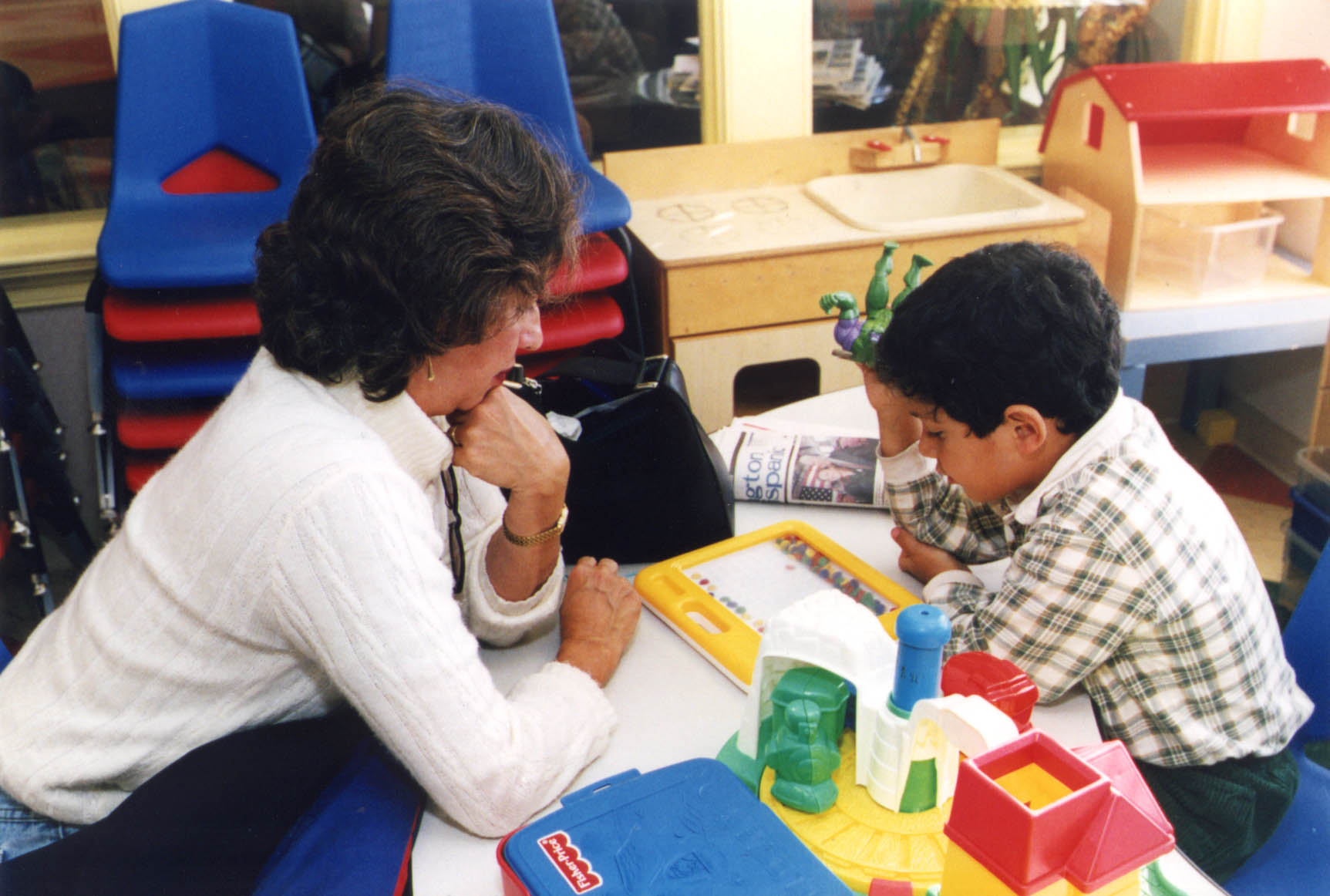

التربية الخاصة أو التعليم الخاص (بالإنجليزية: Special education) هي مجموعة من البرامج التربوية المتخصصة التي تقدم لذوي الاحتياجات الخاصة، وذلك من أجل مساعدتهم في تنمية قدراتهم إلى أقصى حد ممكن وتحقيق ذواتهم ومساعدتهم في التكيف مع الاختلافات الفردية والاحتياجات، من الناحية المثالية، تنطوي هذه العملية على ترتيبات المخطط بشكل فردي ومراقبتها بصورة منهجية وإجراءات التدريس، وتكييفها المعدات والمواد، وإعدادات يمكن الوصول إليها، والتدخلات الأخرى المصممة لمساعدة المتعلمين ذوي الاحتياجات الخاصة تحقيق مستوى أعلى من الشخصية الاكتفاء الذاتي والنجاح في المدرسة والمجتمع من سيكون متاحا إذا كان الطالب أعطيت الوصول إلى التعليم المدرسي نموذجية فقط، وتشمل الاحتياجات الخاصة المشتركة صعوبات التعلم والإعاقات الاتصالات، واضطرابات عاطفية وسلوكية، الإعاقة الجسدية، والإعاقة التنموية. الطلبة مع هذه الأنواع من ذوي الاحتياجات الخاصة من المرجح أن تستفيد من خدمات تعليمية إضافية مثل أساليب مختلفة لتدريس، واستخدام التكنولوجيا، وهي منطقة تعليمية مصممة خصيصا، أو غرفة الموارد.
الموهبة الفكرية هو الفرق في التعلم ويمكن أيضًا الاستفادة من أساليب التدريس المتخصصة أو البرامج التعليمية المختلفة، ولكن مصطلح «التربية الخاصة» يستخدم عادة للإشارة تحديدا تعليم الطلاب ذوي الاحتياجات الخاصة. يتم التعامل مع تعليم الموهوبين بشكل منفصل.
في حين تم تصميم التعليم الخاص على وجه التحديد للطلاب ذوي الاحتياجات الخاصة، ويمكن تصميم التعليم العلاجي لأي طالب، مع أو بدون الاحتياجات الخاصة؛ والسمة المميزة هي ببساطة أنهم قد وصلت إلى نقطة underpreparedness، بغض النظر عن السبب في ذلك. على سبيل المثال، وحتى الناس من الذكاء عالية يمكن توابع إذا تعطلت دراستهم، على سبيل المثال، من خلال النزوح الداخلي خلال الاضطرابات المدنية أو الحروب.
في معظم البلدان المتقدمة والمربين تعديل طرق التدريس والبيئات بحيث يتم تقديم الحد الأقصى لعدد الطلاب في بيئات التعليم العام. لذلك، غالباً ما يعتبر التعليم الخاص في البلدان المتقدمة كخدمة بدلا من مكان. يمكن دمج الحد من الوصمات الاجتماعية وتحسين التحصيل الدراسي للعديد من الطلاب.

## تحديد الطلاب ذوي الاحتياجات الخاصة
يتم التعرف عليها بسهولة بعض الأطفال كمرشحين لذوي الاحتياجات الخاصة نظرا لتاريخهم الطبي. فقد تم تشخيص حالة وراثية مقترن الإعاقة الذهنية، قد يكون مختلف أشكال تلف في الدماغ، قد يكون اضطراب في النمو، قد يكون الإعاقات البصرية أو السمع، أو غيرها من الإعاقات. يبدو الطلاب مع ذوي الاحتياجات الخاصة أقل وضوحاً، مثل أولئك الذين يعانون صعوبات في التعلم، وقد استخدمت طريقتين الأولى عن تحديد لهم: نموذج التناقض واستجابة لنموذج التدخل. نموذج التناقض يعتمد على المعلم أن يلاحظ أن إنجازات الطلبة بشكل ملحوظ أقل مما هو متوقع. وردا على نموذج التدخل دعاة التدخل في وقت سابق.
في نموذج التناقض، يتلقى الطالب خدمات التعليم الخاص لصعوبة التعلم المحددة (SLD) إذا كان الطالب لديه على الأقل الذكاء العادي والتحصيل الدراسي للطالب هو أقل مما هو متوقع من الطالب له أو لها IQ. على الرغم من أن نموذج التباين قد سيطر على النظام المدرسي لسنوات عديدة، كانت هناك انتقادات كبيرة لهذا النهج (على سبيل المثال، هارون، 1995، فلاناغان وMASCOLO، 2005) بين الباحثين. أحد أسباب الانتقادات هو أن تشخيص SLDs على أساس التناقض بين التحصيل والذكاء لا يتوقع فعالية العلاج. تظهر التحصيل الأكاديمي المنخفض الذين لديهم أيضا انخفاض معدل الذكاء للاستفادة من العلاج فقط التحصيل الأكاديمي بقدر منخفضة الذين لديهم الذكاء العادي أو العالي.

## مفهوم التربية الخاصة
التربية الخاصة هي تربية وتعليم الافراد الذين لا يستطيعون الدراسة في برامج التعليم العام (العادي) دون تعديلات في المنهج أو الوسائل أو طرق التعليم أو مراعاة ظروف العجز لدى الفرد، وأيضا تعرف بأنها هي مجموع الخدمات المنظمة الهادفة التي تقدم إلى الطفل غير العادي لتوفير ظروف مناسبة له لكي ينمو نمو سليما يؤدى إلى تحقيق ذاته عن طريق تحقيق إمكاناته وتنميتها إلى أقصى مستوى تستطيع أن تصل إليه وان يدرك ما لديه من قدرات ويتقبلها في جو يسوده الحب والإحساس.

## أهداف التربية الخاصة
تهدف التربية الخاصة إلى تربية وتعليم وتأهيل الأطفال ذوي الاحتياجات التربوية الخاصة بفئاتهم المختلفة، كما تهدف إلى تدريبهم على اكتساب المهارات المناسبة حسب إمكاناتهم وقدراتهم وفق خطط مدروسة وبرامج خاصة بغرض الوصول بهم إلى أفضل مستوى وإعدادهم للحياة العامة والاندماج في المجتمع، ويمكن تحقيق هذه الأهداف من خلال ما يلي:
1- الكشف عن ذوي الاحتياجات التربوية الخاصة وتحديد أماكن تواجدهم ليسهل توفير خدمات التربية الخاصة لهم،
2- الكشف عن مواهب واستعدادات وقدرات كل طفل واستثمار كل ما يمكن استثماره منها،
3- تحديد الاحتياجات التربوية والتأهيلية لكل طفل،
4- استخدام الوسائل والمعينات المناسبة التي تمكن ذوي الاحتياجات التربوية الخاصة بمختلف فئاتهم من تنمية قدراتهم وإمكاناتهم بما يتلاءم مع استعداداتهم،
5- تنمية وتدريب الحواس المتبقية لدى ذوي الاحتياجات التربوية الخاصة للاستفادة منها في اكتساب الخبرات المتنوعة والمعارف المختلفة،

## فئات التربية الخاصة
1. الإعاقة العقلية (بالإنجليزية: Mental Impairment)
2. الإعاقة البصرية (بالإنجليزية: Visual Impairment)
3. الإعاقة السمعية (بالإنجليزية: Hearing Impairment)
4. الإعاقة الانفعالية (بالإنجليزية: Emotional Impairment)
5. الإعاقة الحركية المستديمه (بالإنجليزية: Motor Impairment)
6. صعوبات التعلم (بالإنجليزية: Learning Disabilities)
7. اضطرابات التواصل (بالإنجليزية: Communication Disorders)
8. الموهبة والتفوق (بالإنجليزية: Giftedness and Talents)
9. التوحد (بالإنجليزية: Autism)
10. الإعاقة الصحية (بالإنجليزية: Helth Impairment)
11. الإعاقة الحسية المزدوجة (بالإنجليزية: Deaf Blindess)
12. الإعاقات المتعددة (بالإنجليزية: Multiple Disabilitis)
13. قصور الانتباه فرط الحركة (بالإنجليزية: ADHD)

وكثيراً ما يتم الخلط بين مفاهيم ذوي الاحتياجات الخاصة والمفاهيم التي في علم النفس، مثل مفهوم التخلف العقلي، والمرض العقلي، وتقسم الدراسة بالجامعات والكليات في التربية الخاصة مثل (جامعة الملك سعود بالرياض، وجامعة الملك فيصل بالهفوف، وكلية المعلمين بجدة، وجامعة الإمارات العربية المتحدة، والجامعة الأردنية، وجامعة الخليج العربي بالبحرين) في أحد المسارات التخصصية التالية: المكفوفين وضعاف البصر، الصم وضعاف السمع، الإعاقة العقلية، التفوق والابتكار، صعوبات التعلم، الذاتوية (التوحد)، الاضطرابات السلوكية، تعدد الإعاقات، الإعاقات الجسمية والصحية، اضطرابات التواصل،

## الإعاقة العقلية
تعتبر ظاهرة الإعاقة العقلية من الظواهر المألوفة على مر العصور ولا يكاد يخلو مجتمع منها كما تعتبر موضوعا يجمع بين العديد من ميادين العلم والمعرفة كعلم النفس والتربية والطب والاجتماع والقانون ويعود ذلك إلى تعدد الجهات التي ساهمت في تفسير هذه الظاهرة وأثرها على المجتمع، مفهوم الإعاقة العقلية: ظهرت العديد من المصطلحات التي تعبر عن مفهوم الإعاقة العقلية منها مصطلح الإعاقة العقلية والتلف العقلي ومنها الضعف العقلي، وبناء على كثرة الميادين التي تناولت الإعاقة العقلية فتعددت التعاريف التي تناولته:
- التعريف الطبي: يعتبر من أقدم التعاريف التي تناولت الإعاقة العقلية حيث ركزا علماء الطب على أسباب الإعاقة العقلية أو الأسباب المؤدية إلى الإعاقة العقلية،
- التعريف السيكومتري: ظهر هذه التعريف بسبب الانتقادات التي وجهت إلى التعريف الطبي بحيث ركز هذه التعريف على القدرة العقلية بحيث ركز على نسبة الذكاء وموقع الأفراد المعاقين عقليا على منحنى التوزيع الطبيعي للقدرة العقلية،
- التعريف الاجتماعي: ظهر هذا التعريف نتيجة للانتقادات التي وجهت لمقياس القدرة العقلية حيث أنها تهمل البيئة والسلوك، وركز هذا التعريف على السلوك التكيفي والقدرة على التفاعل مع الآخرين،
- تعريف الجمعية الأميركية للتخلف العقلي: هو مستوى الأداء الوظيفي العقلي الذي يقل عن متوسط الذكاء بانحرافين معياريين ويصاحب ذلك خلل واضح في السلوك التكيفي ويظهر في مراحل العمر النمائية منذ الميلاد وحتى سن 18،

### نسبة الإعاقة العقلية
تختلف نسبة الإعاقة العقلية من مجتمع لآخر تبعا لعدد من المتغيرات تبعا لدرجة الإعاقة العقلية أو الجنس أوالعمرأوالمعيار المستخدم في تعريف الإعاقة العقلية.

#### العوامل المؤثرة في نسبة حدوث الإعاقة
1. المعيار المستخدم في تعريف الإعاقة العقلية
2. معيار العمر المستخدم في تعريف الإعاقة العقلية
3. معيار السلوك التكيفي المستخدم في تعريف الإعاقة العقلية
4. العوامل الثقافية والصحية والاجتماعية

### تصنيف الإعاقة العقلية
تصنف الإعاقة العقلية إلى فئات حسب معايير مختلفة فقد تصنف الإعاقة العقلية بحسب تغير الشكل الخارجي أو بحسب تغير نسبة الذكاء أو حسب تغير البعد التربوي أو حسب تغيري نسبة الذكاء والتكيف الاجتماعي.

#### حسب الشكل الخارجي
يتم تصنيف حالات الإعاقة العقلية حسب متغير الشكل الخارجي؛ ويقصد بذلك تصنيف حالات الإعاقة العقلية حسب مظهرها الخارجي مثل:
- حالات متلازمة داون

Boy with Down Syndrome.JPG|تصغير|يمين|طفل متلازمة داون
- حالات اضطرابات التمثيل الغذائي
- حالات القماءة
- حالات كبر حجم الدماغ
- حالات صغر حجم الدماغ
- حالات استسقاء الدماغ

#### حسب نسبة الذكاء
يقصد بذلك تصنيف حالات الإعاقة العقلية حسب قدرتها العقلية وموقعها على منحنى التوزيع الطبيعي للقدرة العقلية.
- الإعاقة العقلية البسيطة (55- 70)
- الإعاقة العقلية المتوسطة (40- 55)
- الإعاقة العقلية الشديدة (40 فما دون)

#### حسب البعد التربوي
يقصد بذلك تصنيف حالات الإعاقة العقلية حسب قدرتها على التعلم وخاصة المهارات الأكاديمية المدرسية التربوية مثل:
- حالات القابلين للتعلم
- حالات القابلين للتدريب
- حالات الاعتماديون

#### حسب متغيري نسبة الذكاء والتكيف الاجتماعي
يقصد بذلك تصنيف حالات الإعاقة العقلية وفق متغيرين معاً هي نسبة الذكاء والقدرة على التكيف الاجتماعي، وهو تصنيف الجمعية الأمريكية للإعاقة العقلية.
- الإعاقة العقلية البسيطة
- الإعاقة العقلية المتوسطة
- الإعاقة العقلية الشديدة
- الإعاقة العقلية الشديدة جدا ً

## وصلات خارجية
- قسم التربية الخاصة بجامعة الملك سعود
- جامعة الملك فيصل
- كلية المعلمين بجدة
- جامعة الإمارات العربية المتحدة
- الجامعة الأردنية
- جامعة الخليج العربي
- موقع أطفال الخليج
- الإدارة العامة للتربية الخاصة بوزارة التربية والتعليم بالمملكة العربية السعودية
- وزارة التربية والتعليم بمملكة البحرين
- مجلة احتياجات خاصة
- جمعية التوحد في اللاذقية
- جامعة حائل